# Bảo tàng Nghệ thuật ở Łódź
Bảo tàng Nghệ thuật ở Łódź (tiếng Ba Lan: Muzeum Sztuki w Łodzi) là một bảo tàng tọa lạc tại số 36 Phố Stanisław Więckowski, Łódź, Ba Lan.
Phương châm hoạt động của Bảo tàng Nghệ thuật ở Łódź là tập trung nghiên cứu và triển lãm các tác phẩm nghệ thuật trong các bối cảnh xã hội khác nhau của thế kỷ 20 và 21, đồng thời thúc đẩy các hiện tượng nghệ thuật tiến bộ và tăng cường vai trò của nghệ thuật như một yếu tố của đời sống xã hội, chẳng hạn như thông qua các hoạt động giáo dục.

## Lược sử hình thành
Bảo tàng Nghệ thuật ở Łódź được thành lập vào ngày 13 tháng 4 năm 1930 theo khởi xướng của họa sĩ Władysław Strzemiński, được hỗ trợ tích cực bởi nhà điêu khắc Katarzyna Kobro, họa sĩ Henryk Stażewski và các nhà thơ Jan Brzękowski và Julian Przyboś. Năm 1998, Bảo tàng Nghệ thuật ở Łódź được đưa vào Sổ đăng ký Bảo tàng Nhà nước theo số đăng ký là 53.
Ban đầu, các bộ sưu tập của Bảo tàng được trưng bày ở tầng một của Tòa thị chính cũ tại số 1 Quảng trường Tự do, và tên đầy đủ của Bảo tàng lúc bấy giờ là "Bảo tàng Lịch sử và Nghệ thuật Julian và Kazimierz Bartoszewicz". Sau Chiến tranh thế giới thứ hai, năm 1948, các bộ sưu tập của Bảo tàng được chuyển đến trụ sở hiện tại. Từ năm 1950, Bảo tàng hoạt động với tên gọi hiện tại là Bảo tàng Nghệ thuật ở Łódź.